# Mile High Stadium

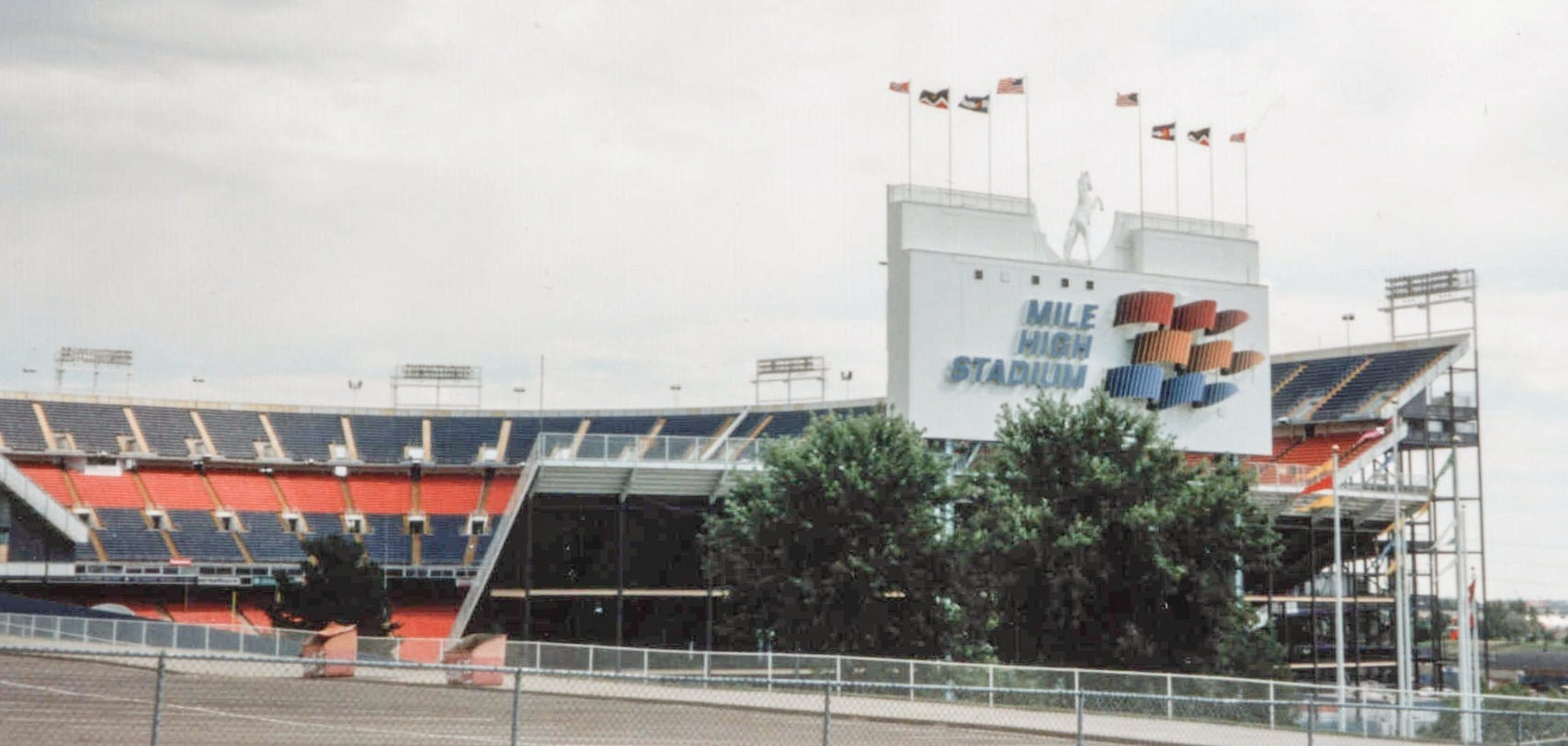
Mile High Stadium 1995.

Mile High Stadium, eller Bears Stadium som den hette före 1968, var en baseboll-, fotbolls- och amerikansk fotbollsarena i Denver i Colorado i USA. Arenan uppfördes 1948 och revs 2001. Publikkapaciteten låg på 76 273 åskådare.
Bland klubbar som har spelat i arenan kan man räkna National Football League-klubben Denver Broncos, som spelade där från 1960 till och med 2001, Major League Baseball-klubben Colorado Rockies (1993-1994), Major League Soccer-klubben Colorado Rapids (1996-2001), United States Football League-klubben Denver Gold (1983-1985) och Minor League Baseball-klubbarna Denver Bears och Denver Zephyrs (1948-1992).